# جمهورية إشكيريا الشيشانية
جمهورية إتشكيريا الشيشانية (بالشيشانية:Nóxçiyn Paçẋalq Noxçiyçö/Içkeri) (بالروسية:Чеченская Республика Ичкерия) هي جمهورية ذات اعتراف جزئي انفصلت عن روسيا الاتحادية في أواخر سنة 1991 على يد الجنرال جوهر دوداييف وذلك بعد تفكك الاتحاد السوفيتى وأصبح دوداييف أول رئيس للجمهورية، وخاض ضد روسيا الحروب لرفضها الانفصال. واستمرت الدولة حتى انهيارها بعد الحرب الشيشانية الثانية وفي عام 2003 قامت روسيا بتعيين أحمد قاديروف كرئيس لجمهورية الشيشان المعترف بها، وفي 2007 أعلن دوكو عمروف إنشاء إمارة القوقاز الإسلامية.

## التاريخ
- دعمت القوى الديموقراطية والمتنورين وسائر فئات الشعب الشيشاني جوهر دوداييف الذي انتُخب رئيسا للشيشان بناء على الانتخابات العامة التي جرت بتاريخ 27 تشرين الأول 1991 وحصل فيها على نسبة 85% وأنشأ الدستور في مارس 1992 .
- ردا على غزو روسيا للجمهورية الشيشانية فيما سمى الحرب الشيشانية الأولى عام 1994، قاد دوداييف الشعب الشيشاني للمقاومة مدة عامين في حتى اغتياله، وذلك في عملية اغتيال بصاروخ موجه أطلقته قاذفات مقاتلة روسية نوع سوخوي 25 في 21 نيسان (أبريل) 1996 في قرية جيخي تشو جنوب الشيشان خلال إجرائه مكالمة هاتفية عبر هاتف عامل بالأقمار الصناعية استغلتها القوات الروسية لتحديد مكانه وقصفه.
- كان نتيجةالحرب الشيشانية الأولى بقاء الوضع كما هو علية وبقاء استقلال الشيشان.
- بعد مقتل دوداييف تولى بعده سليم خان يندرباييف عام 1996
- لكن سرعان ما أمر الرئيس يندرباييف في يناير 1997 إجراء انتخابات رئاسية فانُنخب أصلان مسخادوف رئيسا للشيشان. وفي 12 مايو 1997، وقّع مسخادوف معاهدة سلام مع يلتسين في الكرملين.
- في ديسمبر 1997 دعا مولادى أودوغوف زعيم حزب الامة الإسلامية الشيشان إلى ضم داغستان المجاورة، وبالفعل في أغسطس 1999 شن اللواء الإسلامي بقيادة شامل باسييف وثامر السويلم الشهير بالأمير خطاب هجوما على جمهورية داغستان لدعم حركة مجلس شورى داغستان التي تدعو للانفصال عن روسيا، وإعلانها دولة إسلامية متحدة في سبتمبر 1999.
- في الأول من أكتوبر عام 1999، اتخذ الروس من عملية غزو داغستان وتفجيرات الشقق الروسية سببًا لتوجيه اللوم إلى الشيشان رغم إنكار المجاهدين قيامهم بهذه التفجيرات، وعليه أعلن رئيس الوزراء الروسي فلاديمير بوتين أن سلطة الرئيس مسخادوف وبرلمانه أصبحت غير شرعية، وأرسل بوتين قوات روسية إلى الشيشان في 30 سبتمبر 1999، قامت روسيا بغزو شامل على الشيشان وأشعلت النار التي ما يزال دخان رمادها يعلو المآذن وأطلال البيوت، ووعد بوتين بتحقيق نصر سريع وحاسم. وذلك ما سمى بالحرب الشيشانية الثانية 1999، عاد مسخادوف إلى قيادة المقاومة بجانب المجاهدين ضد الجيش الروسي، حيث كان نتيجة هذة الحرب انتهاء الاستقلال الذي أعلنه دوداييف ولكن المجاهديين استمروا في قتال روسيا.
- في عام 2003 قامت روسيا بتعيين رئيسا تابعا لها وهو أحمد قاديروف وكان شيشانيا منشق عن المجاهدين لخلافه مع سياسة الرئيس سليم خان يندرباييف ورفضه لوجود عرب مجاهدين تابعين لتنظيم القاعدة في الشيشان وذلك بعد انضمامه هو وابنه رمضان قديروف إلى روسيا في 1999 وضُمّت الميلشيات التابعة له إلى المخابرات الروسية وشارك بقواته في الحرب الشيشانية الثانية بجانب روسيا ضد المجاهديين وبذلك يكون أول رئيس لجمهورية الشيشان المعترف بها من قبل روسيا والموالية لها.
- بعد وفاة مسخادوف في 8 مارس 2005، أعلن مجلس الشورى الشيشاني أن عبد الحليم سعدلاييف قد تولى منصب الرئاسة، وهي الخطوة التي تمت المصادقة عليها بسرعة عن طريق شامل باساييف.
- بعد توليه السلطة دعا سعدلاييف لتوسيع النزاع في الشيشان إلى «إنهاء الاستعمار» من المناطق المجاورة التي تقطنها أغلبية مسلمة واعتماد دستور على أساس الشريعة الإسلامية،. كما أدان بشدة احتجاز رهائن وقال إنه بعد انتهاء الحرب يجب أن يكون الرئيس الجديد ديمقراطيا منتخبا.
- في 17 حزيران 2006، قُتل سعدلاييف في معركة بالاسلحة النارية مع رجال الميليشيات FSB والموالية لموسكو في أرغون.

## نهاية الدولة وانقسامها
- تولى بعده القائد دوكو عمروف وأخذ على نفسه عهدا بتوسيع الجهاد إلى العديد من الأقاليم الروسية، وأثنى على سلفه سعيدولاييف. كذلك أشار إلى تشكيل وحدة خاصة لقتال أقبح خونة الشيشان، في إشارة إلى الإدارة الشيشانية الفدرالية الحالية
- في عام 31 أكتوبر 2007 أعلن في قرار مفاجئ للبعض إنشاء إمارة القوقاز الإسلامية وجعل نفسه أميرا لها.
- الإمارة تشمل عدة جمهوريات من الاتحاد الروسي حيث تضم الإمارة كل جمهوريات شمال القوقاز وهي داغستان، ونخشيشو (الشيشان), وغلغايشو (إنغوشيا), وإيرستون (أوسيتيا الشمالية), وولاية كابردا – بلكار – كرشاي المجتمعة (وهي جمهوريتي قبردينو- بلقاريا، وقراتشاي - تشيركيسيا). بذلك توحد مصير المسلمين في القوقاز تحت قيادة سياسية وعسكرية واحدة وأن تصبح قضية إسلامية جهادية بالكامل برفع راية إسلامية واضحة والتخلي عن المظاهر الديمقراطية التي لا زالت ملتصقة بقضية الشيشان كقضية الجمهورية والرئاسة والبرلمان.
- أدت هذه الخطوة لهزة عنيفة في صفوف المقاومة الشيشانية، ففي الخارج، أدان عدد من أعضاء حكومة وبرلمان جمهورية إيشكريا الشيشانية هذا الإعلان. فقدم وزير الخارجية أحمد زكاييف, المقيم في المنفى في لندن، استقالته وأسس جبهة

لمعارضة الإمارة وطلب من القادة الميدانيين في الشيشان عدم طاعة الأمير عمروف وأن يكونوا مسئولين أمام البرلمان الشيشاني. كما أسس عدد من المنفيين الشيشان في الخارج حكومتين موازيتين للإمارة. بدأ أحمد زكاييف بإشاعة الأكاذيب حول الأمير دوكو عمروف باتهامه بالعمالة لجهاز FSB وأن إعلان الإمارة كان الهدف منه إلغاء القضية الشيشانية.
- وبذلك يكون دوكو عمروف آخر رئيس لجمهورية إتشكيريا الشيشانية وينتج عن ذلك أنقسامها إلى كلا من:

(إمارة القوقاز الإسلامية - جمهورية الشيشان)
- حيث أن جمهورية الشيشان ينولى الرئاسة فيها إدارة شيشانية فيدرالية تابعة لروسيا امتداد لحكم أحمد قاديروف أول رئيس لجمهورية الشيشان عام 2003 حيث يعد البعض أن تاريخ الانفصال يبدأ منذ انضمامه هو وابنه رمضان قديروف إلى روسيا في 1999 وضُمّت الميلشيات التابعة له إلى المخابرات الروسية وذلك بداية الاعتراف بها من قبل روسيا.
- في المقابل يعتبر المجاهدين الشيشانيين أحمد قاديروف هو ومن يواليه خائنا ويلقبونه بالدمية الروسية.

## مناطق شيشان إتشكيريا
منطقة وريت، منطقة خاروف، منطقة كريموف، منطقة أرخ، منطقة جرهوف، منطقة غولا، منطقة أران

## اللغات
لغة شيشان إتشكيريا هي الشيشانية والروسية.

## قائمة الرؤساء
1. جوهر دوداييف 1991-1996
2. سليم خان يندرباييف 1996-1997
3. أصلان مسخادوف 1997-2005
4. عبد الحليم سعدلاييف 2005-2006
5. دوكو عمروف 2006-2007